# Viện nghiên cứu khoa học và công nghệ NHK
NHK STRL hay Viện nghiên cứu khoa học và công nghệ NHK (/ NHK放送技術研究所 NHK Hōsō Gijutsu Kenkyūjo) là viện nghiên cứu được quản lý trực tiếp bởi NHK có trụ sở tại Setagaya, Tokyo, Nhật Bản và đây là viện nghiên cứu duy nhất ở Nhật Bản nghiên cứu và phát triển thiết bị phát sóng kỹ thuật số. Về mặt hiện thực hóa, NHK STRL tiến hành nghiên cứu chung với nhiều nhà sản xuất thiết bị phát thanh truyền hình.